# Calosphaeriales
Calosphaeriales (лат.) — порядок аскомицетовых грибов класса Sordariomycetes. Грибы являются сапрофитами. Плодовое тело маленьких размеров.

## Роды
Семейство Calosphaeriaceae
- Calosphaeria
- Calosphaeriophora
- Jattaea
- Kacosphaeria
- Pachytrype
- Phaeocrella
- Phragmocalosphaeria
- Togniniella
- Wegelina

Семейство Pleurostomataceae
- Pleurostoma
- Pleurostomophora

Не отнесены к семействам (incertae sedis)
- Conidiotheca
- Sulcatistroma